# Kanton Villemomble
Kanton Villemomble is een kanton van het Franse departement Seine-Saint-Denis.

## Geschiedenis
Op 22 maart 2015 werden de kantons Neuilly-Plaisance en Le Raincy opgeheven en werden de gelijknamige gemeenten opgenomen in het kanton Villemomble. Neuilly-Plaisance en Kanton Le Raincy maken deel uit van het arrondissement Le Raincy en  Villemomble van het arrondissement Bobigny waardoor het kanton nu in twee arrondissement ligt.

## Gemeenten
Het kanton Villemomble omvat de volgende gemeente:
- Neuilly-Plaisance
- Le Raincy
- Villemomble